# Knox (Indiana)
Knox é uma cidade localizada no estado americano de Indiana, no Condado de Starke.

## Demografia
Segundo o censo americano de 2000, a sua população era de 3721 habitantes.
Em 2006, foi estimada uma população de 3701, um decréscimo de 20 (-0.5%).

## Geografia
De acordo com o United States Census Bureau tem uma área de
10,2 km², dos quais 10,2 km² cobertos por terra e 0,0 km² cobertos por água.

## Localidades na vizinhança
O diagrama seguinte representa as localidades num raio de 20 km ao redor de Knox.